# Diocesi di Licaonia
La diocesi di Licaonia (in latino: Dioecesis Lycaonensis) è una sede soppressa del patriarcato di Costantinopoli e una sede titolare della Chiesa cattolica.

## Storia
Licaonia, forse identificabile con Isakli nell'odierna Turchia, è un'antica sede episcopale della provincia romana della Frigia Salutare nella diocesi civile di Asia. Faceva parte del patriarcato di Costantinopoli ed era suffraganea dell'arcidiocesi di Sinnada.
La sede non è menzionata da Michel Le Quien nell'opera Oriens Christianus e nessuno dei suoi vescovi è tramandato dalle fonti antiche. Licaonia (Λυκάονος) è tuttavia registrata nelle Notitiae Episcopatuum del patriarcato di Costantinopoli fino al XII secolo.
Dal 1933 Licaonia è annoverata tra le sedi vescovili titolari della Chiesa cattolica; la sede è vacante dal 15 maggio 1965.

## Cronotassi dei vescovi titolari
- Henri-Martin-Félix Jenny † (14 marzo 1959 - 15 maggio 1965 nominato arcivescovo coadiutore di Cambrai)